# Saint-Sébastien, Isère
Saint-Sébastien este o comună în departamentul Isère din sud-estul Franței. În 2009 avea o populație de 245 de locuitori.

## Evoluția populației
| An        | 1975 | 1982 | 1990 | 1999 | 2006 | 2009 |
| --------- | ---- | ---- | ---- | ---- | ---- | ---- |
| Populație | 93   | 123  | 150  | 178  | 218  | 245  |